# Mammalodon
Mammalodon — вимерлий рід архаїчних вусатих китів, що належать до родини Mammalodontidae.

## Опис
Мамалодон довжиною 3 метри був меншим і примітивнішим, ніж сучасні вусаті кити. На відміну від інших вусатих китів, Мамалодон мав тупу і округлу морду. Ліва верхня щелепа — верхня щелепа — зразка NMV P199986 зберегла чотири премоляри та три моляри, а простір між зубами (діастема) збільшився у напрямку назад до ротової порожнини. Корінні зуби зменшилися в розмірі назад в ротову порожнину, як у археоцетів, а нижня щелепа мала на два моляри більше, ніж верхня. Нижня щелепа зразка вказує на те, що в ньому було 24 нижніх зуба, усі тісно розташовані один до одного. Верхні зуби виглядали однаково (монодонти), а нижні — різної форми (полідонти), що є давньою характеристикою китів. Було три нижніх різця і один верхній різець з, можливо, двома або трьома рудиментарними різцями. Зуби, ймовірно, ніколи не замінювали, і кит мав однаковий набір зубів протягом усього життя. Один верхній різець був помітно меншим за інші зуби і менший за верхні різці Janjucetus. Щокові зуби — моляри та премоляри — були подвійними, а нижні моляри були зубчастими і трикутними.
Ймовірно, він мав зрощений нижньощелепний симфіз, що з'єднував дві половини щелепи разом, на відміну від пізніх і сучасних вусатих китів.

## Філогенетика
|  | Janjucetus |
|  |            |
|  | Mammalodon |
|  |            |

|  | Aetiocetidae                                                           |
|  |                                                                        |
|  | \| \| Eomysticetidae \| \| \| \| \| \| Сучасні вусаті кити \| \| \| \| |
|  |                                                                        |
|  | Eomysticetidae                                                         |
|  |                                                                        |
|  | Сучасні вусаті кити                                                    |
|  |                                                                        |

|  | Eomysticetidae      |
|  |                     |
|  | Сучасні вусаті кити |
|  |                     |

|  | Janjucetus |
|  |            |
|  | Mammalodon |
|  |            |

|  | Aetiocetidae                                                           |
|  |                                                                        |
|  | \| \| Eomysticetidae \| \| \| \| \| \| Сучасні вусаті кити \| \| \| \| |
|  |                                                                        |
|  | Eomysticetidae                                                         |
|  |                                                                        |
|  | Сучасні вусаті кити                                                    |
|  |                                                                        |

|  | Eomysticetidae      |
|  |                     |
|  | Сучасні вусаті кити |
|  |                     |

|  | Janjucetus |
|  |            |
|  | Mammalodon |
|  |            |

|  | Aetiocetidae                                                           |
|  |                                                                        |
|  | \| \| Eomysticetidae \| \| \| \| \| \| Сучасні вусаті кити \| \| \| \| |
|  |                                                                        |
|  | Eomysticetidae                                                         |
|  |                                                                        |
|  | Сучасні вусаті кити                                                    |
|  |                                                                        |

|  | Eomysticetidae      |
|  |                     |
|  | Сучасні вусаті кити |
|  |                     |

|  | Janjucetus |
|  |            |
|  | Mammalodon |
|  |            |

|  | Aetiocetidae                                                           |
|  |                                                                        |
|  | \| \| Eomysticetidae \| \| \| \| \| \| Сучасні вусаті кити \| \| \| \| |
|  |                                                                        |
|  | Eomysticetidae                                                         |
|  |                                                                        |
|  | Сучасні вусаті кити                                                    |
|  |                                                                        |

|  | Eomysticetidae      |
|  |                     |
|  | Сучасні вусаті кити |
|  |                     |

|  | Janjucetus |
|  |            |
|  | Mammalodon |
|  |            |

|  | Aetiocetidae                                                           |
|  |                                                                        |
|  | \| \| Eomysticetidae \| \| \| \| \| \| Сучасні вусаті кити \| \| \| \| |
|  |                                                                        |
|  | Eomysticetidae                                                         |
|  |                                                                        |
|  | Сучасні вусаті кити                                                    |
|  |                                                                        |

|  | Eomysticetidae      |
|  |                     |
|  | Сучасні вусаті кити |
|  |                     |

|  | Janjucetus |
|  |            |
|  | Mammalodon |
|  |            |

|  | Aetiocetidae                                                           |
|  |                                                                        |
|  | \| \| Eomysticetidae \| \| \| \| \| \| Сучасні вусаті кити \| \| \| \| |
|  |                                                                        |
|  | Eomysticetidae                                                         |
|  |                                                                        |
|  | Сучасні вусаті кити                                                    |
|  |                                                                        |

|  | Eomysticetidae      |
|  |                     |
|  | Сучасні вусаті кити |
|  |                     |

|  | Janjucetus |
|  |            |
|  | Mammalodon |
|  |            |

|  | Aetiocetidae                                                           |
|  |                                                                        |
|  | \| \| Eomysticetidae \| \| \| \| \| \| Сучасні вусаті кити \| \| \| \| |
|  |                                                                        |
|  | Eomysticetidae                                                         |
|  |                                                                        |
|  | Сучасні вусаті кити                                                    |
|  |                                                                        |

|  | Eomysticetidae      |
|  |                     |
|  | Сучасні вусаті кити |
|  |                     |

|  | Janjucetus |
|  |            |
|  | Mammalodon |
|  |            |

|  | Aetiocetidae                                                           |
|  |                                                                        |
|  | \| \| Eomysticetidae \| \| \| \| \| \| Сучасні вусаті кити \| \| \| \| |
|  |                                                                        |
|  | Eomysticetidae                                                         |
|  |                                                                        |
|  | Сучасні вусаті кити                                                    |
|  |                                                                        |

|  | Eomysticetidae      |
|  |                     |
|  | Сучасні вусаті кити |
|  |                     |

Було виявлено, що скам'янілості Mammalodon мають вік приблизно 25.7–23.9 мільйонів років, що датуються пізнім олігоценом. Другий вид, M. hakataramea, був виявлений у зелених пісках Кокоаму в Новій Зеландії.
Мамалодон спочатку вважався представником Archaeoceti, стародавньої групи китів, про що свідчать його очевидні стародавні особливості, такі як різноманітність зубів різної форми в щелепі (гетеродонти), яких бракує сучасним китам. Мамалодон вперше вважався вусатим китом у дослідженні 1982 року, попри те, що він не мав вус; натомість вони навели інші подібні риси.
Вважається, що назва Mammalodon походить від mammal — «ссавець» й odontos — «зуб», оскільки його моляри схожі на ті, що зустрічаються у наземних м'ясоїдних тварин.

## Палеобіологія
Як і у близькоспорідненого роду Janjucetus, Mammalodon не мав китових вусів, натомість мав добре розвинені зуби. Отже, він не міг фільтрувати корм так само, як і сучасні вусаті кити, що робить його дієту та екологічну нішу загадкою. Оскільки зуби широко розставлені, вони, можливо, розробили метод фільтрації, на відміну від інших китів. Можливо, це був донний фільтр, його тупа морда допомагала висмоктувати організми з морського дна.